# Nesoleon kriegi
Nesoleon kriegi är en insektsart som beskrevs av Longinos Navás 1937. 
Nesoleon kriegi ingår i släktet Nesoleon och familjen myrlejonsländor. Inga underarter finns listade i Catalogue of Life.